# Faráh
Faráh (persky ولایت فراه‎, paštunsky د فراه ولایت‎) je provincie nacházející se v jihozápadní části Afghánistánu a je jeho čtvrtou největší provincií. Na západě hraničí s Íránem, na severu s provincií Herát, na severovýchodě s provincií Ghór, na jihovýchodě s Hilmandem a na jihu s provincií Nímróz. Hlavním etnikem žijící v provincii Faráh jsou Paštúnové. Hlavním městem je Faráh. Provincie se dělí na 11 krajů.